# جوزيف شورت
جوزيف شورت (بالإنجليزية: Joseph Short)‏ هو أمين سر وصحفي أمريكي، ولد في 11 فبراير 1904 في فيكسبيرغ في الولايات المتحدة، وتوفي في 18 سبتمبر 1952 في واشنطن العاصمة في الولايات المتحدة.

## وصلات خارجية
- جوزيف شورت على موقع إن إن دي بي (الإنجليزية)